# Pardosa uncifera
Pardosa uncifera är en spindelart som beskrevs av Schenkel 1963. Pardosa uncifera ingår i släktet Pardosa och familjen vargspindlar. Inga underarter finns listade i Catalogue of Life.